# Lone Lindorff
Lone Lindorff (født 23. juli 1937 i København) er en dansk skuespillerinde og billedkunstner.
Uddannet som skuespiller i England i 1959.
Op gennem 1960'erne og 1970'erne var hun tilknyttet en række teatre.
Hun har også medvirket i en hel del spillefilm, og for sin rolle i Man sku' være noget ved musikken fra 1972 modtog hun en Bodil.
Hun har også haft tid til at skrive filmmanuskripter og børnebøger og har i de senere år helliget sig billedkunsten og foredragsvirksomheden.
Hun er datter af skuespillerinden Bodil Lindorff.

## Udvalgt filmografi
- Komtessen – 1961
- Støv for alle pengene – 1963
- Utro – 1966
- Den forsvundne fuldmægtig – 1971
- Man sku' være noget ved musikken – 1972
- Kun sandheden – 1975
- Zappa – 1983
- Idioterne – 1998
- Et rigtigt menneske – 2001